# Veludo
Caetano da Silva, detto Veludo (Rio de Janeiro, 7 agosto 1930 – Rio de Janeiro, 26 ottobre 1973), è stato un calciatore brasiliano, di ruolo portiere.

## Biografia
D'umili origini, in gioventù si guadagnò da vivere come scaricatore di porto, lavoro ottenuto grazie alla prestanza fisica. Scoperto dall'arbitro Armando Marques mentre giocava con un piccolo club locale, l'Harmonia, iniziò l'attività professionistica nel calcio. Con il declino della carriera, i suoi problemi di alcolismo — che già lo affliggevano da giocatore — si aggravarono, tanto da portarlo alla morte, dopo un periodo di deperimento che lo aveva portato sotto i cinquanta chili di peso.

## Caratteristiche tecniche
Giocava come portiere; grazie alla sua robusta costituzione e all'abilità nell'intercettare i tiri diventò uno dei migliori portieri brasiliani del suo tempo. Aveva coraggio nelle uscite ed era poco incline a cedere a momenti di distrazione nel corso dell'incontro.

## Carriera

### Club
Arrivò al Fluminense dall'Harmonia, piccola società in cui mosse i primi passi nel mondo del calcio. Nella compagine di Rio fu la riserva di Castilho per lunghi periodi, ma quando fu impiegato riuscì ad affermarsi come un giocatore importante — tanto che la stessa tifoseria del club ne reclamava la presenza in campo — e, trasferitosi al Nacional di Montevideo, si rivelò essere tra i migliori estremi difensori del campionato uruguaiano. Il rapporto con i tifosi del Fluminense si incrinò irrimediabilmente nel dicembre 1956 quando, dopo una sconfitta contro il Flamengo per 6-1, gli vennero attribuite le colpe della maggior parte dei gol. A quel punto, iniziò la parabola discendente della sua carriera, che lo portò a vestire maglie di club sempre di minor levatura, fino al ritiro nel 1963.

### Nazionale
Veludo fu protagonista di un fatto curioso e singolare nel corso della sua carriera internazionale: infatti, pur essendo riserva di Castilho nel proprio club, venne convocato in Nazionale: fu la prima volta che ciò accadde in Brasile. Fu incluso nella lista di convocati per Svizzera 1954, ancora come riserva di Castilho.

## Palmarès

### Club

#### Competizioni nazionali
- Campionato Carioca: 1

Fluminense: 1951
- Campionato Mineiro: 1

Atlético-MG: 1958

### Nazionale
- Coppa Oswaldo Cruz: 2

1955, 1956